# Av
Av (în ebraică:אב-av, din limba akkadiană: abu), cunoscută și ca Menahem Av (Av consolator), este a unsprezecea lună a anului civil și a cincea lună a anului ecleziastic în calendarul ebraic. Numele lunii a fost preluat de evrei de la luna Abu, a cincea lună a calendarului babilonian. Luna Av este menționată prima dată în Talmud în jurul secolului al III-lea. Ea este singura lună al cărei nume nu apare în Biblie. Este o lună de vară de 30 de zile și cade in lunile iulie-august ale calendarului gregorian. 
În iudaism luna Av este privită ca o lună evocatoare de dezastre, deoarece, după tradiție, în ziua de 9 a lunii, denumită în ebraică Tisha B'Av a fost distrus, de două ori, Templul din Ierusalim - în 586 î.Hr de către babilonieni și în 70 d.Hr de către romani. De asemenea, la 9 Av a (133) a căzut cetatea Betar, ultimul fort al răsculaților evrei în vremea revoltei antiromane a lui Shimon Bar Kohba, de asemenea la 9 Av 5050 (anul gregorian 1290) au fost izgoniți în Evul Mediu evreii din Anglia. Pentru acest motiv ziua de 9 Av este la evrei o zi de post.
În schimb, ziua de 15 Av (pe scurt Tu B'Av) este o zi de sărbătoare, în zilele noastre fiind celebrată ca zi a dragostei. 

## Etimologie
Cuvântul akkadian Abu poate însemna trestie, sau poate, este conectat la numele zeului sumero-akkadian Abu. Acest nume apare si in numele lunii arabe levantine Ab آﺏ.  
Etimologia populară leagă numele lunii și de cuvântul ebraic Av, adică „tată”. 

## Perioadă (5761–5860)
| Durata anului | Începutul lunii (calendar gregorian) | Sfârșitul lunii (calendar gregorian) |
| ------------- | ------------------------------------ | ------------------------------------ |
| 353 de zile   | 7 iulie–24 iulie                     | 6 august–23 august                   |
| 354 de zile   | 7 iulie–26 iulie                     | 6 august–25 august                   |
| 355 de zile   | 8 iulie–26 iulie                     | 7 august–25 august                   |
| 383 de zile   | 26 iulie–5 august                    | 25 august–4 septembrie               |
| 384 de zile   | 28 iulie–5 august                    | 27 august–5 septembrie               |
| 385 de zile   | 27 iulie–6 august                    | 26 august–5 septembrie               |

## Sărbători înAv
| Zi/Zile | Celebrarea | Notă |
| ------- | ---------- | ---- |
| 9       | Tisha B'Av |      |
| 15      | Tu B'Av    |      |

## Date din luna Av în istoria și tradiția iudaică
- 1 Av - (presupus sec XIII î.Hr) - Moartea marelui preot Aaron (Aharon), fratele lui Moise (Cartea Numeri 33:38)
- 1 Av - (presupus 513 î.Hr) - Ezra și însoțitorii lui se întors din exil în Țara Israel
- 2 Av - (1572) - Moartea rabinului Itzhak Luria "Arizal" - Hillulá  (comemorare festivă)
- 7 Av - 586 î.Hr - Regele Nabucodonosor al II-lea (Nevuhadnetzar) ocupă Primul Templu din Ierusalim (Cartea a doua a Regilor, 25:8)
- 7 Av - 67 d.Hr. - Izbucnește războiul civil în Ierusalimul asediat. Unul din gruparile rivale incendiaza depozitele de alimente, ceea ce ar fi grăbit foametea în oraș. [necesită citare]
- 7 Av- 1482 - Regii catolici ai Spaniei, Ferdinand și Isabela  expulzează pe evreii din Spania
- 7 Av 1853 - Moartea rabinului Moshe Grinwald, rabinul din Hust, autor al cărții „Arugat Habosem”
- 9 Av - 586 î.Hr. si 70 d.Hr. - Distrugerea Templelor din Ierusalim de către babilonieni (Nabocodonosor al II-lea), respectiv de către romani (Titus)
- 9 Av - 133 - Cucerirea cetatii Betar din Iudeea de către romani, sfârșitul înăbușirii revoltei lui Bar Kohba.
- 9 Av - 1290 - Regele Eduard I al Angliei emite ordinul de expulzare a evreilor din Anglia.
- 10 Av - 70 d.Hr.- Templul din Ierusalim (Al Doilea Templu) este mistuit cu totul de flăcări.
- 12 Av - 1263 - Disputa de la Barcelona dintre Moshe Ben Nahman (Nahmanides) și Pablo Christiani
- 13 Av - 1984 - Moartea rabinului Yosef Grinwald, admorul (țadicul) din Pupa (Pápa), autor al cărții Vayhi Yosef
- 15 Av - !48 d.Hr. - Cetatea Betar, căzută cu 15 ani înainte, se prăbușește și este acoperită de pământ.  [necesită citare]
- 15 Av - Ziua spargerii toporului - în vremea Templului din Ierusalim, tăierea lemnelor destinate altarului, se termină cu spargerea toporului. Evenimentul era sărbătorit cu bucurie și printr-un ceremonial de spargere a topoarelor.[4]
- 15 Av - Ziua dragostei
- 17 Av - 1929 -  Masacrul din Hebron: 67 civili evrei sunt omorâți de pogromiști arabi palestinieni
- 24 Av - ca 100 î.Hr. - O sărbătoare Hasmoneeană comemoreaza reinstalarea legii civile iudaice în locul celei elenistice (Meghilat